# Shout to the Lord
"Shout to the Lord" ("Aclame ao Senhor" em português) é uma canção escrita em 1993 por Darlene Zschech. Foi indicada à "Canção do Ano" em 1998 pelo Dove Awards,  espécie de Grammy religioso concedido nos Estados Unidos para os maiores destaques da música cristã. A primeira versão em português de "Shout to the Lord" foi feita pela Igreja Bíblica da Paz, no CD Plenitude, gravado em 1995. Em 1998, o grupo Diante do Trono, no álbum que tem o mesmo nome, regravou esta canção numa versão mais fiel à versão australiana. Em 2000, a canção foi novamente regravada em português no álbum Aclame ao Senhor (2000). 